# 坎塔蓬·旺差伦
坎塔蓬·旺差伦（1998年9月18日—），華裔，中文名原為王正干，2019年改名為王高伦，泰國男子羽毛球運動員，曾赢得2016年世青賽男單銅牌。

## 簡歷
2014年4月，坎塔蓬·旺差伦代表泰国参加马来西亚亚罗士打举办的世界青年羽毛球錦標賽，助球队赢得混合團體季軍。同年8月，他出戰新加坡國際系列賽，在男单决赛因第三局弃赛，赢得亚军。
2015年5月，坎塔蓬·旺差伦出战樂魚羽毛球國際系列賽，在男单準决赛面对赛会2号种子、印尼的安德烈·马尔滕，在第二局的休息后退出比赛。
2016年7月，坎塔蓬·旺差伦代表泰国参加本国举办的亞洲青年羽毛球錦標賽，助球队赢得混合團體季軍。同年11月，他代表泰國出戰在西班牙毕尔巴鄂舉行的世界青年羽毛球錦標賽，助球队赢得混合團體季軍；此外还拿得男子單打季軍。
2017年2月，坎塔蓬·旺差伦出战泰國羽毛球大師賽，在男单决赛以0比2（17-21、11-21）不敌赛会3号种子、印尼名将的汤米·苏吉亚托，赢得亚军。同年8月，他代表泰国参加马来西亚吉隆坡举办的東南亞運動會羽毛球比賽，赢得男子團體銅牌。
2018年1月，坎塔蓬·旺差伦出战泰國羽毛球大師賽，在男单準决赛以1比2（22-20、19-21、18-21）不敌马来西亚新星的梁峻豪。同年2月，他出战瑞士羽毛球公開賽，在男单準决赛以1比2（14-21、21-11、12-21）不敌赛会2号种子、印度名将的萨米尔·维尔马。

## 主要比賽成績
只列出曾進入準決賽的國際賽事成績：
| 年份   | 賽事                   | 公開賽級別 | 項目     | 成績   |
| ------ | ---------------------- | ---------- | -------- | ------ |
| 2014年 | 世界青年羽毛球錦標賽   | 其他       | 混合團體 | 季軍   |
| 2014年 | 新加坡羽毛球國際系列賽 | 國際系列賽 | 男子單打 | 亞軍   |
| 2015年 | 樂魚羽毛球國際系列賽   | 國際系列賽 | 男子單打 | 準決賽 |
| 2016年 | 亞洲青年羽毛球錦標賽   | 其他       | 混合團體 | 季軍   |
| 2016年 | 世界青年羽毛球錦標賽   | 其他       | 混合團體 | 季軍   |
| 2016年 | 世界青年羽毛球錦標賽   | 其他       | 男子單打 | 季軍   |
| 2017年 | 泰國羽毛球大師賽       | 黃金大獎賽 | 男子單打 | 亞軍   |
| 2017年 | 東南亞運動會羽毛球比賽 | 其他       | 男子團體 | 銅牌   |
| 2018年 | 泰國羽毛球大師賽       | 超級300賽  | 男子單打 | 準決賽 |
| 2018年 | 瑞士羽毛球公開賽       | 超級300賽  | 男子單打 | 準決賽 |
| 2019年 | 蘇迪曼盃               | 其他       | 混合團體 | 季軍   |
| 2019年 | 印尼羽毛球公開賽       | 超級1000賽 | 男子單打 | 準決賽 |
| 2019年 | 世界羽毛球錦標賽       | 其他       | 男子單打 | 季軍   |
| 2019年 | 澳門羽球公開賽         | 超級300賽  | 男子單打 | 準決賽 |
| 2019年 | 東南亞運動會羽球比賽   | 其他       | 男子團體 | 銅牌   |
| 2019年 | 東南亞運動會羽球比賽   | 其他       | 男子單打 | 銅牌   |
| 2022年 | 荷蘭羽毛球公開賽       | 國際挑戰賽 | 男子單打 | 準決賽 |

| 2007-2017年 | 首要超級賽 | 超級賽 | 黃金大獎賽 | 大獎賽 | 國際挑戰賽 | 國際系列賽 | 未來系列賽 | 其他 |

| 2018-2026年 | 總決賽 | 超級1000賽 | 超級750賽 | 超級500賽 | 超級300賽 | 超級100賽 | 國際挑戰賽 | 國際系列賽 | 未來系列賽 | 其他 |

### 奧運會和世錦賽參賽紀錄
|          | 2019 | 2020       | 2021 | 2022 | 2023 |
| -------- | ---- | ---------- | ---- | ---- | ---- |
| 男子單打 | 季軍 | 小組第二名 | 16強 | 64強 | 32強 |

## 主要对賽记录
坎塔蓬·旺差伦與主要對手的對賽成績如下（只列出對賽五次或以上對手，截至2023年2月13日）：

| 對手                   | 對賽次數 | 對賽結果 | 對賽結果 | 總計 |
| 對手                   | 對賽次數 | 勝       | 負       | 總計 |
| ---------------------- | -------- | -------- | -------- | ---- |
| 李梓嘉                 | 7        | 3        | 4        | -1   |
| 安东尼·金廷            | 9        | 4        | 5        | -1   |
| 湯米·蘇吉亞托          | 5        | 0        | 5        | -5   |
| 塞·帕拉内斯·巴米迪帕提 | 7        | 3        | 4        | -1   |
| 拉克什亚·森            | 5        | 1        | 4        | -3   |
| 王子维                 | 5        | 2        | 3        | -1   |
| 周天成                 | 7        | 1        | 6        | -5   |